# 53. Internationale Sechstagefahrt

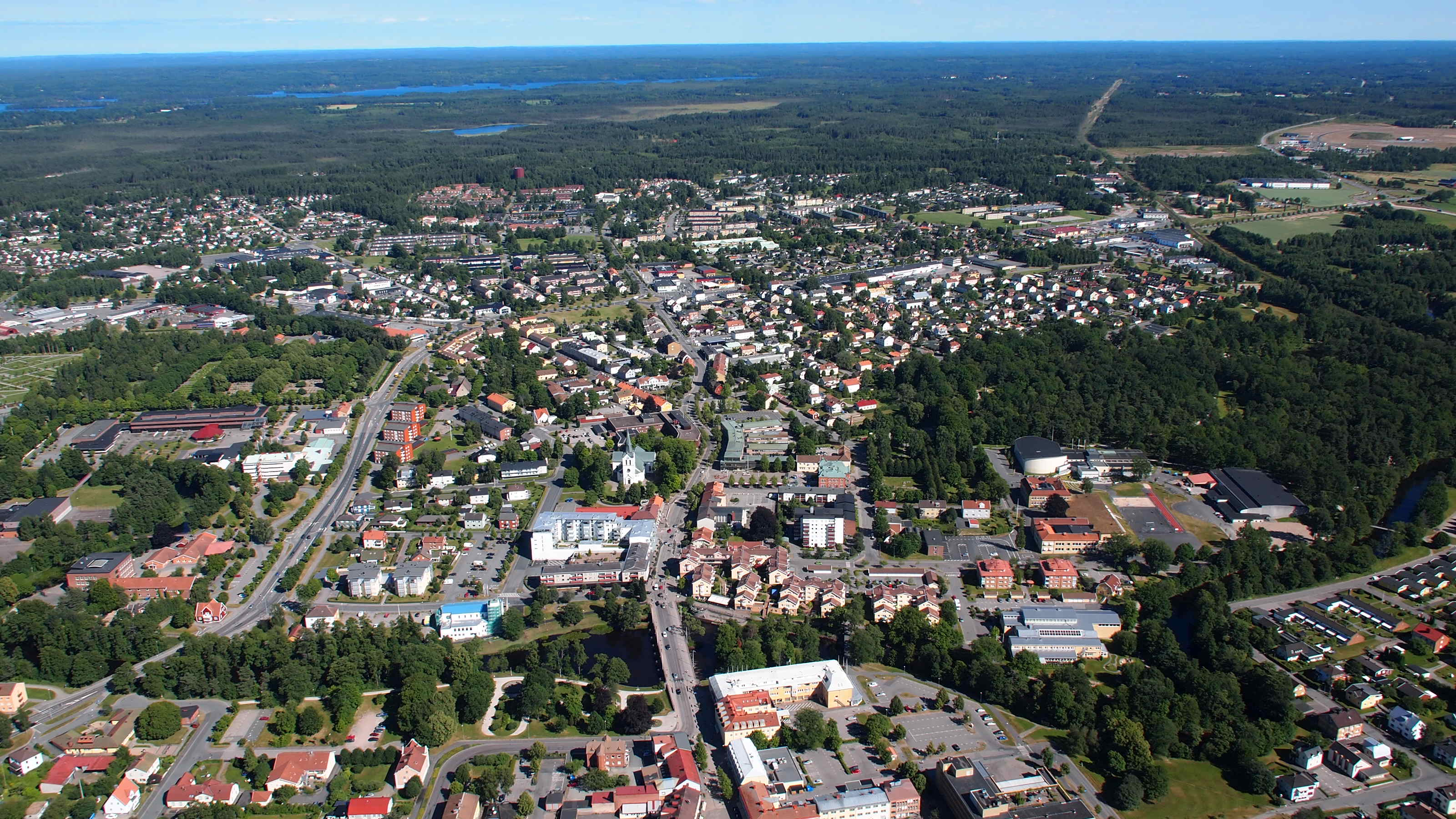
Värnamo, Start- und Zielort der einzelnen Etappen

Die 53. Internationale Sechstagefahrt war die Mannschaftsweltmeisterschaft im Endurosport und fand vom 4. bis 9. September 1978 im schwedischen Värnamo und Småland statt. Die Nationalmannschaft der Tschechoslowakei konnte zum insgesamt vierzehnten sowie zweiten Mal in Folge die World Trophy gewinnen. Die Nationalmannschaft Italiens gewann zum fünften Mal die Silbervase.

## Wettkampf

### Organisation
Die Veranstaltung fand nach der 5. (1923) und 41. Internationalen Sechstagefahrt (1966) zum dritten Mal in Schweden statt.
Für den Wettkampf waren 328 Fahrer von 17 Motorsportverbänden der FIM gemeldet. Um die Trophy-Wertung fuhren Mannschaften aus 16 Nationen. Zudem waren 16 Silbervasen-, 45 Fabrik- und 32 Club-Mannschaften am Start.
BRD, DDR und die Schweiz nahmen jeweils an World Trophy und Silbervase teil. Österreich nahm an der World Trophy teil. Zudem waren sechs bundesdeutsche und eine Schweizer Clubmannschaft am Start.

### 1. Tag
Von den 328 gemeldeten Fahrern nahmen 322 den Wettkampf auf.
Die erste Tagesetappe führte über 277 Kilometer und war ein zweimal zu absolvierender Rundkurs im Nordosten von Värnamo. Die Sonderprüfung war ein zweimal zu fahrender Motocrosstest über 3,3 Kilometer. Der Start erfolgte bei trockenem Wetter, über den Tag gab es immer wieder starke Regenschauer.
In der World Trophy führte die Mannschaft der BRD vor Italien und der Mannschaft der Tschechoslowakei. Die Mannschaft der DDR lag auf Platz 5, die Schweiz auf Platz 11. In der Mannschaft Österreichs schied mit Manfred Zotzek bereits der erste Fahrer aus, das Team lag vorerst auf dem 16. und damit letzten Platz.
Bei der Silbervasenwertung führte die Mannschaft Italiens vor der BRD und der Mannschaft Polens. Die Schweizer Mannschaft lag auf dem 10. Platz. In der Mannschaft der DDR schied Steffen Mauersberger aufgrund einer ausgerissenen Zündkerze aus, das Team lag auf dem 14. Platz.
16 Fahrer schieden aus dem Wettbewerb aus.

### 2. Tag
Am zweiten Tag wurde die Strecke des ersten Tages in entgengesetzter Richtung gefahren.
In der World Trophy führte die Mannschaft Italiens vor der Tschechoslowakei und der Mannschaft der USA. Die DDR folgte auf Platz 4, die Schweizer Mannschaft belegte den 11. Platz. In der Mannschaft der BRD erlitt Eberhard Weber einen Kettenriss, blieb jedoch mit reichlich zeitlichem Rückstand innerhalb der Wertung. Für das Team bedeutete dies Platz 13. Die österreichische Mannschaft lag auf dem 15. Platz.
Bei der Silbervasenwertung führte die Mannschaft Italiens vor der BRD und der Mannschaft der Tschechoslowakei. Die Schweizer Mannschaft lag nach dem Ausfall von André Tharin auf dem 13. Platz, die DDR folgte auf Platz 14.
16 Fahrer schieden aus dem Wettbewerb aus.

### 3. Tag
Am dritten Tag waren 279 Kilometer auf einem zweimal zu durchfahrendem Rundkurs zu absolvieren. Das Wetter war für die Jahreszeit kühl und niederschlagsfrei.
In der World Trophy führte die Mannschaft der Tschechoslowakei vor der DDR und der Mannschaft der USA. Die Schweiz belegte den 8., die BRD den 12. Platz. Die Mannschaft Österreichs belegte den 14. Platz.
Bei der Silbervasenwertung führte weiter die Mannschaft Italiens vor der BRD und der Mannschaft der Tschechoslowakei. Die Mannschaft der DDR belegte den 12. Platz. In der Schweizer Mannschaft schied ein weiterer Fahrer aus, für das Team bedeutete dies den 16. und damit vorerst letzten Platz.
Neun Fahrer schieden aus dem Wettbewerb aus.

### 4. Tag
Die Strecke des vierten Fahrtags war die geringfügig auf 297,4 Kilometer veränderte des Vortags. Sie musste in umgekehrter Richtung gefahren werden. Das Wetter war unbeständig mit leichten Regenschauern.
In der World Trophy führte nach wie vor die Mannschaft der Tschechoslowakei vor der DDR und der Mannschaft Frankreichs. Die Schweiz lag auf dem 9., die BRD auf dem 11. Platz. Österreichs belegte Platz 13.
Bei der Silbervasenwertung führte wie am Vortag die Mannschaft Italiens vor Polen und der Mannschaft Schwedens. In der Mannschaft der BRD erlitt Richard Spitznagel einen Kettenriss und blieb nur mit reichlich Verspätung innerhalb der Wertung. Für das Team bedeutete dies Platz 6. Die DDR lag auf Platz 10, die Schweiz auf Platz 14.
Keine Fahrer schieden aus dem Wettbewerb aus.

### 5. Tag
Am fünften Tag waren in zwei identischen Runden insgesamt 325,4 Kilometer zu absolvieren. Das Wetter war sonnig und niederschlagsfrei.
In der World Trophy führte unverändert die Mannschaft der Tschechoslowakei vor der DDR und der Mannschaft Frankreichs. Die BRD lag auf dem 10., die Schweiz auf dem 11., und Österreichs auf dem 14 Platz.
Bei der Silbervasenwertung führte die Mannschaft Italiens vor Polen und der Tschechoslowakei. Die BRD lag auf Platz 5, die Schweiz auf Platz 13 und die DDR-Mannschaft folgte auf dem 14. Platz.

### 6. Tag
Am sechsten Tag waren noch 117,2 Kilometer auf einem Stück der Strecke des Vortags in entgegengesetzter Richtung zu fahren. Den gesamten Tag über herrschte Regen.
Das Abschlussmotocross fand auf einem 3,3 Kilometer langem Wiesenstück mit künstlich geschobenen Hindernissen statt. Das Regelwerk sah vor: Die Fahrer in den Klassen 50 und 75 cm³ mussten vier Runden innerhalb von 24 Minuten, alle weiteren Klassen fünf Runden innerhalb von 28 Minuten absolvieren. Für eine darauf folgende Runde bestimmte der zeitbeste Fahrer je Lauf die Nullzeit und alle weiteren wurden dementsprechend mit Differenzpunkten gewertet. – Da jedoch der Streckenuntergrund aufgrund des Regens bereits nach den ersten Startern stark gelitten hatte und der Kurs quasi nicht mehr befahrbar war, war auch eine gerechte Bewertung aller Fahrer nicht mehr gewährleistet. Die Jury ließ nach langer Diskussion in einer Nachtsitzung die Ergebnisse des Abschlussmotocross annullieren. So lagen die Endergebnisse auch erst am Sonntagvormittag vor.
Von 322 am ersten Tag gestarteten Fahrern erreichten 264 das Ziel.

## Endergebnisse

### World Trophy
| Platz | Team                            | Punkte     |
| ----- | ------------------------------- | ---------- |
| 1.    | Tschechoslowakei                | 605,46     |
| 2.    | Deutsche Demokratische Republik | 947,98     |
| 3.    | Vereinigtes Königreich          | 1.885,43   |
| 4.    | Niederlande                     | 2.078,81   |
| 5.    | Vereinigte Staaten              | 2.471,34   |
| 6.    | Polen                           | 2.672,28   |
| 7.    | Italien                         | 3.100,64   |
| 8.    | BR Deutschland                  | 4.104,99   |
| 9.    | Australien                      | 4.114,69   |
| 10.   | Schweiz                         | 8.119,83   |
| 11.   | Frankreich                      | 46.809,26  |
| 12.   | Belgien                         | 55.030,98  |
| 13.   | Schweden                        | 90.731,90  |
| 14.   | Österreich                      | 95.285,05  |
| 15.   | Finnland                        | 166.487,36 |
| 16.   | Kanada                          | 257.483,65 |

### Silbervase
| Platz | Team                            | Punkte     |
| ----- | ------------------------------- | ---------- |
| 1.    | Italien                         | 186,54     |
| 2.    | Polen                           | 481,85     |
| 3.    | Tschechoslowakei                | 1.223,05   |
| 4.    | Niederlande                     | 1.618,01   |
| 5.    | BR Deutschland                  | 1.630,91   |
| 6.    | Vereinigtes Königreich          | 2.375,47   |
| 7.    | Spanien                         | 4.556,69   |
| 8.    | Kanada                          | 23.856,34  |
| 9.    | Schweden                        | 30.399,69  |
| 10.   | Belgien                         | 48469,77   |
| 11.   | Australien                      | 68.002,72  |
| 12.   | Finnland                        | 75.998,61  |
| 13.   | Schweiz                         | 77.283,46  |
| 14.   | Deutsche Demokratische Republik | 90.354,27  |
| 15.   | Vereinigte Staaten              | 90.830,24  |
| 16.   | Frankreich                      | 136.348,08 |

### Clubmannschaften
| Platz | Team                    | Punkte     |
| ----- | ----------------------- | ---------- |
| 1.    | Motoclub Italia A       | 198,58     |
| 2.    | SMI MK                  | 609,83     |
| 3.    | Ruda Hvezda Praha       | 687,48     |
| 4.    | Dukla Praha             | 765,48     |
| 5.    | UAMK                    | 786,12     |
| 6.    | C.A.T.R.A               | 899,58     |
| 7.    | ADAC Nürnberg           | 912,92     |
| 8.    | BAMC Borgulo            | 917,29     |
| 9.    | MA Lerum                | 1.190,35   |
| 10.   | Kungsbacka MA           | 1.309,44   |
| 11.   | FT Hood Dirt Riders     | 1.365,36   |
| 12.   | ADAC Stuttgart          | 1.437,30   |
| 13.   | ADAC Karlsruhe          | 1.459,79   |
| 14.   | Moto Club Segre         | 1.484,25   |
| 15.   | DMV Hessen              | 1.571,11   |
| 16.   | Moto Club del Valle     | 2.142,22   |
| 17.   | Cycle Nuts and Bolts    | 2.150,21   |
| 18.   | United Enduro ASSN      | 2.210,61   |
| 19.   | Perry MT MC             | 3.250,85   |
| 20.   | Esbo MK                 | 6.027,04   |
| 21.   | FMS                     | 10.226,04  |
| 22.   | DMV Neunkirchen         | 31.298,25  |
| 23.   | MCC of Wales            | 45.527,50  |
| 24.   | ADAC Frankfurt          | 75.380,90  |
| 25.   | Göta MS                 | 76.131,13  |
| 26.   | Escuderia Isern         | 91.905,17  |
| 27.   | British Army MCA ASSN A | 91.996,50  |
| 28.   | Scottish ACU            | 152.261,14 |
| 29.   | Moto Verte              | 152.745,93 |
| 30.   | Barrie Motorcycle ASSN  | 154.455,73 |
| 21.   | Järva MK                | 181.007,13 |
| 32.   | British Army MCA ASSN B | 228.188,34 |

### Fabrikmannschaften
| Platz | Team          | Punkte     |
| ----- | ------------- | ---------- |
| 1.    | KTM           | 90,94      |
| 2.    | SWM           | 101,53     |
| 3.    | Sachs         | 123,55     |
| 4.    | Zündapp I     | 130,32     |
| 5.    | Jawa I        | 154,73     |
| 6.    | Maico I       | 208,75     |
| 7.    | MZ I          | 294,44     |
| 8.    | Hercules      | 311,08     |
| 9.    | Simson II     | 431,85     |
| 10.   | Fantic        | 435,35     |
| 11.   | Jawa II       | 450,73     |
| 12.   | Husqvarna II  | 497,19     |
| 13.   | Jawa IV       | 540,87     |
| 14.   | MZ II         | 653,54     |
| 15.   | Husqvarna     | 830,24     |
| 16.   | Suzuki I      | 834,68     |
| 17.   | Bultaco       | 938,01     |
| 18.   | SWM I         | 1.032,10   |
| 19.   | Jawa III      | 1.126,72   |
| 20.   | SWM II        | 1.336,66   |
| 21.   | KTM           | 1.340,86   |
| 22.   | Maico         | 1.483,67   |
| 23.   | SWM           | 1.684,42   |
| 24.   | KTM           | 1.897,66   |
| 25.   | Husqvarna     | 3.693,91   |
| 26.   | Bultaco       | 3.843,49   |
| 27.   | Zündapp II    | 3.974,67   |
| 28.   | Husqvarna IV  | 9.054,15   |
| 29.   | Husqvarna III | 30.522,18  |
| 30.   | KTM II        | 45.909,67  |
| 31.   | Suzuki II     | 45.954,23  |
| 32.   | KTM           | 48.598,50  |
| 33.   | KTM           | 48.629,86  |
| 34.   | Husqvarna     | 53.529,20  |
| 35.   | Maico         | 77.924,95  |
| 36.   | Simson I      | 90.218,67  |
| 37.   | Husqvarna I   | 90.234,71  |
| 38.   | Maico II      | 90.395,58  |
| 39.   | Husqvarna     | 90.600,21  |
| 40.   | Yamaha II     | 90.776,94  |
| 41.   | Simonini      | 92.250,53  |
| 42.   | Yamaha I      | 120.514,72 |
| 43.   | KTM I         | 120.577,69 |
| 44.   | Husqvarna V   | 150.605,91 |
| 45.   | SWM           | 240.762,00 |

### Einzelwertung
| Klasse    | Starter | Gold | Silber | Bronze | Ausfall/Disqualifikation | Klassensieger (Motorrad)     | Punkte   |  |
| --------- | ------- | ---- | ------ | ------ | ------------------------ | ---------------------------- | -------- |  |
| 50 cm³    | 6       | 6    | 0      | 0      | 0                        | Angelo Signorelli (Fantic)   | 3.684,17 |  |
| 75 cm³    | 9       | 8    | 0      | 0      | 1                        | Osvaldo Scaburri (Puch)      | 3.598,73 |  |
| 100 cm³   | 10      | 9    | 0      | 0      | 1                        | Eddy Hau (Zündapp)           | 3.489,69 |  |
| 125 cm³   | 31      | 20   | 5      | 2      | 4                        | Harald Strößenreuther (KTM)  | 3.457,94 |  |
| 175 cm³   | 44      | 26   | 4      | 4      | 10                       | Klaus-Bernd Kreutz (Zündapp) | 3.362,09 |  |
| 250 cm³   | 104     | 48   | 22     | 9      | 25                       | Gualtiero Brissoni (SWM)     | 3.324,94 |  |
| 350 cm³   | 32      | 21   | 8      | 0      | 3                        | Guglielmo Andreini (SWM)     | 3.304,42 |  |
| 500 cm³   | 80      | 42   | 20     | 4      | 14                       | Stanislav Zloch (Jawa)       | 3.317,66 |  |
| + 500 cm³ | 6       | 6    | 0      | 0      | 0                        | Manfred Jäger (MZ)           | 3.482,55 |  |
| Gesamt    | 322     | 186  | 59     | 19     | 58                       |                              |          |  |